# Ramunė Šidlauskaitė-Venskūnienė
Ramunė Šidlauskaitė-Venskūnienė (Vilnius, 28 juni 1961) is een voormalig basketbalspeelster die uitkwam voor het nationale basketbalteam van de Sovjet-Unie. Ze kreeg de onderscheidingen Meester in de sport van de Sovjet-Unie in 1984.

## Carrière
Šidlauskaitė speelde haar gehele carrière voor Kibirkštis Vilnius. Ze werd in 1984 derde om het landskampioenschap van de Sovjet-Unie.
Met het nationale team van de Sovjet-Unie won Šidlauskaitė goud in 1983 op het Wereldkampioenschap en twee keer goud op het Europees Kampioenschap in 1983 en 1985. In 1984 won ze goud op de Vriendschapsspelen, en toernooi dat werd gehouden voor landen die de Olympische Spelen van 1984 boycotte. In 1986 won Šidlauskaitė nog een zilveren medaille op de Goodwill Games.

## Erelijst
- Landskampioen Sovjet-Unie:
  - Derde: 1984
- Wereldkampioenschap: 1
  - Goud: 1983
- Europees kampioenschap: 3
  - Goud: 1983, 1985
- Goodwill Games:
  - Zilver: 1986
- Vriendschapsspelen: 1
  - Goud: 1984